# 17196 Mastrodemos
17196 Mastrodemos este un asteroid din centura principală de asteroizi.

## Descriere
17196 Mastrodemos este un asteroid din centura principală de asteroizi. A fost descoperit pe 3 decembrie 1999 la Stația Anderson Mesa în cadrul programului LONEOS. Asteroidul prezintă o orbită caracterizată de o semiaxă mare de 2,77 ua, o excentricitate de 0,08 și o înclinație de 7,5° în raport cu ecliptica.